# John Carter (comics)
Pour les articles homonymes, voir John Carter et Carter.
Personnage créé en 1918 par Edgar Rice Burroughs, John Carter a fait l’objet de nombreuses adaptations en bandes dessinées.

## Des débuts timides
La première apparition du personnage dans un comics remonte à août 1939 dans le #33 de The Funnies. L’histoire est signée par Edgar Rice Burroughs lui-même et c’est son fils, John Coleman Burroughs, dessinateur professionnel, qui assure la partie graphique. L’histoire va se poursuivre jusqu’au #56 (juin 1941) pour un total de 148 planches.
Entre le 7 décembre 1941 (le jour même de Pearl Harbor !) et le 3 avril 1943, sur le principe de la syndication (United Feature Syndicate), plusieurs journaux américains vont proposer des Sunday Pages, planches en couleurs, relatant les aventures de John Carter. Ces 71 planches, format à l’italienne, ne contiennent pas de phylactères, mais le texte n’est pas non plus sous le dessin comme c’était par exemple le cas pour les épisodes de Tarzan dessinés par Rex Mason dans les années 1930.

## L’épopée Dell
Dell Comics, alors le premier éditeur de bande dessinée aux États-Unis, crée en 1942 une collection aux parutions irrégulières intitulée Four Color. Dell publiera pendant 20 ans plus de 1 300 numéros dans cette collection aussi bien des adaptations de films de Walt Disney, que des Dick Tracy, Roy Rogers, etc.
Elle achète les droits de John Carter et consacre le #375 (février 1952) à l’aventure The Prisoner of the Tharks. L’histoire, tirée du roman de Burroughs, Une princesse de Mars, est adaptée par Paul S. Newman et dessinée par Jesse Marsh. Première surprise, alors que l’action du livre débute lors de la guerre de Sécession, cette version la fait commencer en Corée. Bien que les États-Unis fussent alors en pleine guerre dans la péninsule, beaucoup se sont interrogés sur les raisons de cette transposition inutile.
On retrouve le personnage dans le #437 (novembre 1952) dans The Black Pirates of Omean. Si Jesse Marsh est toujours le dessinateur, on ignore en revanche le nom de l’adaptateur. L’histoire est en effet tirée du roman Les Dieux de Mars même si la fin est considérablement modifiée.
Tyrant of the North (#488 -1953) toujours peu ou prou basé sur Les Dieux de Mars, est adapté par Phil Evans toujours avec Jesse Marsh aux crayons.
À la suite de la séparation entre Western Publishing et Dell, Gold Key rééditera en 1964 sur 3 numéros (avril/juillet/octobre) ces histoires mais ne poursuivra pas davantage.

## La parenthèse DC
John Carter apparaît ensuite chez DC Comics mais dans le #207 de la revue Tarzan (avril 1972). L’histoire est tronçonnée en différents chapitres de huit pages à suivre sur plusieurs numéros. Jusqu’à son départ chez Marvel en 1974, c’est Marv Wolfman seul qui signera tous les scénarios inspirés mais non adaptés des récits de Burroughs.

### Tarzan
- #207 The arrival (Murphy Anderson)[n 1]
- #208 Prisoner of the Tharks (Gray Morrow)
- #209 A Fair Captive from the Sky (Murphy Anderson)

### Weird Worlds
À ce stade, l’histoire, bien que non terminée, passe chez Weird Worlds (#1 – septembre 1972), revue consacrée à d’autres cycles de Burroughs (Pellucidar et John Carter en l’occurrence). Ce passage en statut de covedette permet d’offrir davantage de planches consacrées au héros (11,5 pour les deux premiers numéros, 12 par la suite) sauf les #6 et #7 qui font respectivement 10 et 9 pages.
- #1 Trial of Fear (Murphy Anderson)
- #2 Escape (Murphy Anderson)
- #3 Into the Valley of Death (Murphy Anderson)
- #4 Thuvia (Sal Amendola)
- #5 The Beast Will Not Die (Sal Amendola)
- #5 Deathknell (Sal Amendola)
- #6 Beneath the Omean Sea (Sal Amendola)
- #7 Reunion (Sal Amendola)

### The Tarzan Family
À compter du #8, les personnages de Burroughs disparaissent de la revue et passent dans The Tarzan Family (#62-mars 1976). Cette fois-ci, c’est Bob Kanigher qui imagine les histoires, toutes de 5 pages et Noly Zamora qui les dessine.
- #62 The Girl in the Emerald (Noly Zamora -5 pages)
- #63 Death Has 3 Heads
- #64 Lights of Doom

Les #65 et 66 ne seront que des reprises des histoires de Marv Wolfman.

## Le premier passage chez Marvel
Puisqu’il s’avérait être un fin connaisseur de l’univers de John Carter, Marvel, après avoir racheté les droits, demanda à Marv Wolfman de signer les scénarios de sa nouvelle revue : John Carter of Mars. Une série débute en juin 1977 et se termine 28 numéros plus tard en octobre 1979. Deux grandes sagas vont parcourir la revue, la première, The Air Pirates of Mars (#1 à 10), fait 169 planches et est due comme toutes les histoires jusqu’au #16 à Marv Wolfman. À partir du #16, c’est Chris Claremont qui reprend les rênes pour un nouveau cycle, The Master Assassin of Mars (12 chapitres du # 16 au 27) de 204 planches. Il existe également un cycle plus court et sans titre du #12 à 14 soit 51 planches. Enfin, le scénario du dernier numéro est de Peter Gillis.
Côté dessin, on notera plus particulièrement la présence de Gil Kane, Carmine Infantino, Ernie Colón et Frank Miller. 
- #1 The Air-Pirates of Mars, Chapter 1 (Gil Kane - 16 planches)
- #2 The Air-Pirates of Mars, Chapter 2: From the Shadows...Stara-Kan! (Gil Kane - 17 planches)
- #3 The Air-Pirates of Mars, Chapter 3: Requiem for a Warlord! (Gil Kane et Rudi Nebres - 16 planches)
- #4 The Air-Pirates of Mars, Chapter 4: Raiding Party! (Gil Kane et Rudi Nebres - 17 planches)
- #5 The Air-Pirates of Mars, Chapter 5: ...And One Shall Die! (Gil Kane et Rudi Nebres - 17 planches)
- #6 The Air-Pirates of Mars, Chapter 6: Hell in Helium! (Gil Kane - 16 planches)
- #7 The Air-Pirates of Mars, Chapter 7: Dejah Thoris Lives! (Gil Kane et Tom Sutton - 17 planches)
- #8 The Air-Pirates of Mars, Chapter 8: Flesh May Wither... ...and Stone May Crumble! (Gil Kane et Rudi Nebres - 18 planches)
- #9 The Air-Pirates of Mars, Chapter 9: Armageddon... at Last! (Gil Kane et Rudi Nebres - 17 planches)
- #10 The Air-Pirates of Mars, Chapter 10: Confrontation! (Gil Kane et The Tribe - 18 planches)
- #11 The Story of...Dejah Thoris (Dave Cockrum - 17 planches)
- #12 City of Skulls (Carmine Infantino - 17 planches)
- #13 March of the Dead! (Carmine Infantino - 17 planches)
- #14 Tonight is the Night Helium Dies! (Carmine Infantino - 17 planches)
- #15 The History Holocaust! (Walt Simonson - 13 planches)
- #15 Tales of Barsoom! (Ross Andru et Frank Giacoia - 5 planches)
- #16 The Master Assassin of Mars, Chapter 1: John Carter is Dead! (Ernie Colón - 17 planches)
- #17 The Master Assassin of Mars, Chapter 2: What Price Victory?[n 2] (Ernie Colón - 17 planches)
- #18 The Master Assassin of Mars, Chapter 3: Meanwhile, Back in Helium! (Frank Miller - 17 planches)
- #19 The Master Assassin of Mars, Chapter 4: The Valiant Die But Once! (Ernie Colón - 17 planches)
- #20 The Master Assassin of Mars, Chapter 5: Battle at the Bottom of the World! (Ernie Colón - 17 planches)
- #21 The Master Assassin of Mars, Chapter 6: The Lady and the Lion! (Ernie Colón - 17 planches)
- #22 The Master Assassin of Mars, Chapter 7: Climb to Freedom (Mike Vosburg - 17 planches)
- #23 The Master Assassin of Mars, Chapter 8: The Man Who Makes Murder! (Mike Vosburg - 17 planches)
- #24 The Master Assassin of Mars, Chapter 9: Betrayal! (Mike Vosburg et Ricardo Villamonte - 17 planches)
- #25 The Master Assassin of Mars, Chapter 10: Hide-'n'-Seek! (Mike Vosburg - 17 planches)
- #26 The Master Assassin of Mars, Chapter 11: Night of the Long Knives ! (Mike Vosburg - 17 planches)
- #27 The Master Assassin of Mars, Chapter 12: Marathon of Death ! (Mike Vosburg - 17 planches)
- #28 The Weapon-Makers of Mars ! (Larry Hama - 17 planches)

### John Carter Warlord of Mars Annual
Enfin, dès 1977, Marvel fait paraître un John Carter Warlord of Mars Annual. Il y aura ainsi trois numéros spéciaux jusqu’en 1979. Marv Wolfman signait le premier épisode, Bill Mantlo le deuxième, Marv Wolfman, Chris Claremont et Alan Weiss le dernier.
- #1-1977 When Walk the Ancient Dead (Sal Buscema et Ernie Chan - 34 planches)
- #2-1978 The Headmen of Mars (Ernie Chan - 34 planches)
- #3-1979 Amazons of Mars (Alan Weiss - 34 planches)

## Tarzan Sunday Pages
La première rencontre entre John Carter et Tarzan eut lieu dans les Sunday Pages des journaux américains en 42 planches parues entre le 30 octobre 1994 et 13 août 1995. Les dessins étaient signés Gray Morrow (1934-2001) sans indication d’auteur pour le scénario. L’histoire n’a pas été reprise en album.

## Dark Horse
En 1996, Dark Horse Comics propose une mini série réunissant Tarzan et John Carter sur Barsoom (Mars en langage martien). Précisons que cet éditeur fait rencontrer à Tarzan de nombreux personnages d’autres séries. C’est le cas de Batman et Carson of Venus, autre création de Burroughs. Quoi qu’il en soit, ces 4 numéros étaient dus à Bruce Jones au scénario. Simon Revelstroke a également collaboré au scénario du premier numéro. Quant aux dessins ils étaient signés Bret Blevins (#1, 2 et 4) et Ricardo Villagran (#3).
- #1 Red Awakenings - 24  planches
- #2 Storm Winds of Mars - 24 planches
- #3 Prisoners in Darkness - 24 planches
- #4 Farewell to Mars - 24 planches

Dark Horse a réédité en 2010 les aventures publiées par Dell Comics puis reprises plus tard par Gold Key. Un an plus tard, c’était au tour des numéros et recueils annuels parus chez Marvel, publiés en un seul volume mais en noir et blanc. La même année, la boucle était bouclée avec les aventures publiées chez DC Comics.

## Dynamite Entertainment
Créé en 2005, Dynamite Entertainment s’est fait remarquer par l’achat de plusieurs licences de héros de tous genres. Cela va de The Lone Ranger à Red Sonja en passant par RoboCop ou Vampirella. Contrairement aux adaptations précédentes, notamment chez Dell, DC et Marvel, ces histoires sont davantage destinées à de jeunes adultes plutôt qu’à des adolescents ou préadolescents. Les dessins peuvent être parfois fortement sexués, sans tomber toutefois dans la pornographie, ou explicitement violents.
L’une des caractéristiques des sagas de Dynamite est de ne pas se cantonner au seul personnage de John Carter mais d’embrasser la planète Barsoom dans son ensemble.

### Warlord of Mars(depuis octobre 2010)
C’est la seule série chez Dynamite qui propose des aventures –adaptées ou originales- de John Carter. Tous les scénarios sont dus à Arvid Nelson.
- #1 A Tale of Two Planets (1) - 22 pages (Stephen Sadowski)
- #2 A Tale of Two Planets (2) - 21 pages (Stephen Sadowski)
- #3 I Knew I Was On Mars - 21 pages (Lui Antonio)
- #4 sans titre – 22 pages (Lui Antonio)
- #5 sans titre – 22 pages (Lui Antonio)
- #6 sans titre – 22 pages (Lui Antonio)
- #7 State your name and purpose! – 22 pages (Lui Antonio)
- #8 Halt, Right There! – 22 pages (Lui Antonio)
- #9 In the name of Issus, goddes of life... – 22 pages (Lui Antonio)
- #10 Heretic of Mars (1) - 22 pages (Stephen Sadowski)
- #11 Heretic of Mars (2) - 22 pages (Stephen Sadowski)
- #12 Heretic of Mars (3) - 22 pages (Stephen Sadowski)
- #13 Gods of Mars: Welcome to Paradis - 22 pages (Edgar Salazar)
- #14 Gods of Mars: The Black Pirates - 22 pages (Edgar Salazar)
- #15 Gods of Mars: Issus, Goddess of Life Eternal - 22 pages (Edgar Salazar)
- #16 Gods of Mars: Flight and Pursuit - 22 pages (Edgar Salazar)
- #17 Gods of Mars: Helium Divided - 22 pages (Edgar Salazar)
- #18 Gods of Mars: Through Flood And Flame - 22 pages (Edgar Salazar)
- #19 Worms of Mars (1) - 22 pages (Edgar Salazar)
- #20 Worms of Mars (2) - 22 pages (Vicente Cifuentes)
- #21 The Shadow of the Temple (1) - 22 pages (Vicente Cifuentes)

Première partie d'une série qui devrait en comporter cinq
- #22 The Shadow of the Temple (2): A Hero in Kaol - 22 pages (Leandro Oliveira)
- #23 The Shadow of the Temple (3): The Carrion Caves - 22 pages (Leandro Oliveira)

Paru en février 2012, le Warlord of Mars Annual propose deux histoires, la première signée Mark Rahner, la seconde Robert Place Napton.
- Shell Shock - 25 planches (Stephen Sadowski)
- Sans titre - 11 planches (Roberto Castro)

### Warlords of Mars: Dejah Thoris(depuis mars 2011)
La revue se consacre aux aventures de la princesse martienne avant l‘arrivée de John Carter sur Mars.
1. Colossus of Mars: The Celebration - 22 pages (Carlos Rafael)
2. Colossus of Mars: The Liberation - 22 pages (Carlos Rafael)
3. Colossus of Mars: The Convocation - 22 pages (Carlos Rafael)
4. Colossus of Mars: The Confrontation - 22 pages (Carlos Rafael)
5. The Annihilation - 22 pages (Carlos Rafael)
6. The Bird on the Coin - 22 pages (Carlos Rafael)
7. Past Masters - 22 pages (Carlos Rafael)
8. The Hoard of Sagotha - 22 pages (Carlos Rafael)
9. Priceless - 22 pages (Carlos Rafael)
10. The Death That Creeps Within the Ice - 22 pages (Carlos Rafael)
11. The Boorah Witch: Whispers in the Dark - 22 pages (Carlos Rafael)
12. The Boorah Witch (2) - 22 pages (Carlos Rafael)
13. The Boorah Witch (3) - 22 pages (Carlos Rafael)
14. The Boorah Witch (4) - 22 pages (Carlos Rafael)
15. sans titre - 22 pages (Marcio Fiorito)
16. sans titre - 22 pages (Debora Carita)
17. sans titre - 22 pages (Debora Carita)
Si elle n'est pas titrée cette aventure était néanmoins annoncée dans le #16 comme étant : The Vampire Men of Saturn
18. sans titre - 22 pages (Debora Carita)
19. sans titre - 22 pages (Debora Carita)
20. sans titre - 22 pages (Carlos Rafael)
Cet épisode était annoncé au #19 sous le titre de Martian Noir.
21. sans titre - 22 pages (Carlos Rafael)
22. sans titre - 22 pages (Carlos Rafael)

Les albums Colossus of Mars (2011) et Pirate Queen of Mars (2012) sont des reprises respectivement des numéros 1 à 5 puis 6 à 10.

### Dejah Thoris and the White Apes of Mars(avril-juillet 2012)
Nouvelle revue avec la princesse martienne. Toujours, en tout cas pour l’instant (août 2012), sans John Carter. Les scénarios sont signés Mark Rahner et les dessins Lui Antonio.
- #1 sans titre - 20 planches
- #2 sans titre - 22 planches
- #3 sans titre - 20 planches
- #4 It Ends - 20 planches

### Warlords of Mars: Fall of Barsoom(juillet 2011 - janvier 2012)
Toujours situé sur Barsoom mais quelques… 100 000 ans avant l’arrivée de John Carter. Le scénario de cette mini-série est dû à Robert Place Napton et les dessins à Roberto Castro.
- #1 The Tide of Battle - 22 planches
- #2 When Hell Broke Loose - 22 planches
- #3 The Escape of the Dead - 22 planches
- #4 Duel to the Death - 22 planches
- #5 Victory and Defeat - 22 planches

### Warriors of Mars (février 2012)
Série due à Robert Place Napton, mêlant John Carter à Gullivar Jones. Gullivar Jones est un personnage de roman créé en 1905 par Edwin Lester Arnold qui voyage également sur Mars. Le nombre de points communs qui existent entre les deux héros laissent supposer qu’Edgar Rice Burroughs a, plus ou moins consciemment, été influencé par ce devancier.
- #1 sans titre - 22 planches (Jack Jadson)
- #2 sans titre - 22 planches (Jack Jadson)
- #3 sans titre - 22 planches (Jack Jadson)
- #4 sans titre - 22 planches (Jack Jadson)
- #5 sans titre - 22 planches (Jack Jadson)

### Lords of Mars (depuis août 2013)
Série due à Arvid Nelson, mêlant John Carter à Tarzan.
- #1 The Hunting Party - 22 planches (Roberto Castro)

## Retour chez Marvel
Le 16 février 2012, la société ERB Inc., détentrice des droits sur les personnages créés par Edgar Rice Burroughs, a attaqué Dynamite en arguant que les négociations de 2007 avec l'éditeur n’avaient jamais abouti et qu’en conséquence, Dynamite n’avait aucun droit de publication. ERB Inc. estime de plus que Dynamite dénature l’image des personnages par des couvertures « frôlant (et parfois étant même de) la pornographie »,.
Là où l’affaire se complique est qu’un certain nombre de personnages de Burroughs sont tombés dans le domaine public aux États-Unis mais pas, subtilités juridiques américaines, les termes « John Carter » ; « John Carter Warlord of Mars », « Dejah Thoris » ou « Barsoom ». L’affaire, complexe au demeurant, reste aujourd’hui en cours. Mais cette dénégation des droits à publication par Dynamite explique pourquoi ERB Inc. a accordé ces mêmes droits à Marvel qui entend publier en bandes dessinées tous les romans de John Carter écrits par Edgar Rice Burroughs.
Avant d’être éditées en albums, ces aventures paraissent tout d'abord sous forme de mini-séries.

### John Carter: Princess of Mars(novembre 2011- mars 2012)
Adaptation de Roger Landridge et dessins de Filipe Andrade. 
- #1 First Contact) - 19 pages
- #2 The Prisoner and the Princess) - 20 pages
- #3 The Great Games!) - 20 pages
- #4 Flight) - 20 pages
- #5 Revolution) - 20 pages

### World of Mars(décembre 2011- mars 2012)
Il s’agit d’une préquelle du film de Walt Disney scénarisée par Peter David et dessinée par Luke Ross.
- #1 My Name is John Carter - 20 pages
- #2 You’re from Zodanga - 20 pages
- #3 My princess, the incomparable Dejah Thoris, plunged toward what she thought would be certain doom... - 20 pages
- #4 Do you like it? - 20 pages

### John Carter: The Gods of Mars(mai 2012- septembre 2012)
Adaptation de Sam Humphries (scénario) et Ramon Perez (dessins). 
- #1 The Gods of Mars (1) - 20 pages
- #2 The Gods of Mars (2) - 20 pages
- #3 The Gods of Mars (3) - 20 pages
- #4 The Gods of Mars (4) - 20 pages
- #5 The Gods of Mars (5): The Invasion of Omean - 20 pages

## Albums français
À ce jour, la seule histoire parue en album est Une Princesse de Mars (Panini, 2012), traduction de la version Marvel.